# Список видов семейства Sparassidae
Список всех описанных видов пауков семейства Sparassidae на 17 декабря 2009 года. 

## Adcatomus
Adcatomus Karsch, 1880
- Adcatomus ciudadus Karsch, 1880 — Венесуэла, Перу
- Adcatomus flavovittatus (Simon, 1897) — Венесуэла

## Anaptomecus
Anaptomecus Simon, 1903
- Anaptomecus levyi Jager, Rheims & Labarque, 2009 — Колумбия
- Anaptomecus longiventris Simon, 1903 — Коста-Рика, Панама, Эквадор
- Anaptomecus paru Guala, Labarque & Rheims, 2012 — Эквадор
- Anaptomecus suni Guala, Labarque & Rheims, 2012 — Эквадор
- Anaptomecus temii Jager, Rheims & Labarque, 2009 — Панама

## Anchognatha
Anchognatha Thorell, 1881
- Anchognatha avida Thorell, 1881 — Квинсленд

## Anchonastus
Anchonastus Simon, 1898
- Anchonastus caudatus Simon, 1898 — Камерун
- Anchonastus gertschi Lessert, 1946 — Конго
- Anchonastus pilipodus (Strand, 1913) — Центральная Африка
- Anchonastus plumosus (Pocock, 1899) — Западная Африка

## Arandisa
Arandisa Lawrence, 1938
- Arandisa deserticola Lawrence, 1938 — Намибия

## Barylestis
Barylestis Simon, 1910
- Barylestis blaisei (Simon, 1903) — Габон
- Barylestis fagei (Lessert, 1929) — Конго, Руанда
- Barylestis insularis Simon, 1910 — Биоко
- Barylestis montandoni (Lessert, 1929) — Конго, Уганда
- Barylestis nigripectus Simon, 1910 — Конго
- Barylestis occidentalis (Simon, 1887) — Конго, Уганда, Судан
- Barylestis peltatus (Strand, 1916) — Центральная Африка
- Barylestis saaristoi Jager, 2008 — Таиланд, Мьянма
- Barylestis scutatus (Pocock, 1903) — Камерун
- Barylestis variatus (Pocock, 1899) — Западная Африка

## Beregama
Beregama Hirst, 1990
- Beregama aurea (L. Koch, 1875) — Квинсленд, Новый Южный Уэльс
- Beregama cordata (L. Koch, 1875) — Новый Южный Уэльс
- Beregama goliath (Chrysanthus, 1965) — Новая Гвинея
- Beregama herculea (Thorell, 1881) — Новая Гвинея

## Berlandia
Berlandia Lessert, 1921
- Berlandia longipes Lessert, 1921 — Восточная Африка
- Berlandia tenebricola Simon & Fage, 1922 — Восточная Африка

## Bhutaniella
Bhutaniella Jager, 2000b
- Bhutaniella dunlopi Jager, 2001 — Бутан
- Bhutaniella gruberi Jager, 2001 — Бутан
- Bhutaniella haenggii Jager, 2001 — Бутан
- Bhutaniella hillyardi Jager, 2000 — Непал
- Bhutaniella kronestedti Vedel & Jager, 2005 — Китай
- Bhutaniella rollardae Jager, 2001 — Непал
- Bhutaniella scharffi Vedel & Jager, 2005 — Китай
- Bhutaniella sikkimensis (Gravely, 1931) — Индия
- Bhutaniella zhui Zhu & Zhang, 2011 — Китай

## Caayguara
Caayguara Rheims, 2010
- Caayguara ajuba Rheims, 2010 — Бразилия
- Caayguara album (Mello-Leitao, 1918) — Бразилия
- Caayguara apiaba Rheims, 2010 — Бразилия
- Caayguara atyaia Rheims, 2010 — Бразилия
- Caayguara catuoca Rheims, 2010 — Бразилия
- Caayguara cupepemassu Rheims, 2010 — Бразилия
- Caayguara cupepemayri Rheims, 2010 — Бразилия
- Caayguara itajucamussi Rheims, 2010 — Бразилия
- Caayguara juati Rheims, 2010 — Бразилия
- Caayguara pinda Rheims, 2010 — Бразилия
- Caayguara poi Rheims, 2010 — Бразилия
- Caayguara ybityriguara Rheims, 2010 — Бразилия

## Carparachne
Carparachne Lawrence, 1962
- Carparachne alba Lawrence, 1962 — Намибия
- Carparachne aureoflava Lawrence, 1966 — Намибия

## Cebrennus
Cebrennus Simon, 1880
- Cebrennus aethiopicus Simon, 1880 — Эфиопия, Саудовская Аравия
- Cebrennus castaneitarsis Simon, 1880 — от Алжира до Израиля
- Cebrennus concolor (Denis, 1947) — Египт
- Cebrennus cultrifer Fage, 1921 — Алжир
- Cebrennus intermedius Jager, 2000 — Саудовская Аравия
- Cebrennus kochi (O. P.-Cambridge, 1872) — Израиль
- Cebrennus logunovi Jager, 2000 — Туркменистан
- Cebrennus mayri Jager, 2000 — Oman
- Cebrennus powelli Fage, 1921 — Марокко
- Cebrennus rechenbergi Rechenberg, 199? - Марокко, Эрг-Шебби: Zootaxa
- Cebrennus rungsi Jager, 2000 — Марокко
- Cebrennus tunetanus Simon, 1885 — Тунис
- Cebrennus villosus (Jezequel & Junqua, 1966) — Алжир, Тунис
- Cebrennus wagae (Simon, 1874) — Алжир, Тунис

## Cerbalus
Cerbalus Simon, 1897
- Cerbalus alegranzaensis Wunderlich, 1992 — Канарские Острова
- Cerbalus aravaensis Levy, 2007 — Израиль, Иордания
- Cerbalus ergensis Jager, 2000 — Тунис
- Cerbalus negebensis Levy, 1989 — Израиль
- Cerbalus pellitus Kritscher, 1960 — Египт
- Cerbalus psammodes Levy, 1989 — Египт, Израиль
- Cerbalus pulcherrimus (Simon, 1880) — Северная Африка
- Cerbalus verneaui (Simon, 1889) — Канарские Острова

## Chrosioderma
Chrosioderma Simon, 1897
- Chrosioderma albidum Simon, 1897 — Мадагаскар
- Chrosioderma analalava Silva, 2005 — Мадагаскар
- Chrosioderma havia Silva, 2005 — Мадагаскар
- Chrosioderma mahavelona Silva, 2005 — Мадагаскар
- Chrosioderma mipentinapentina Silva, 2005 — Мадагаскар
- Chrosioderma namoroka Silva, 2005 — Мадагаскар
- Chrosioderma ranomafana Silva, 2005 — Мадагаскар
- Chrosioderma roaloha Silva, 2005 — Мадагаскар
- Chrosioderma soalala Silva, 2005 — Мадагаскар

## Clastes
Clastes Walckenaer, 1837
- Clastes freycineti Walckenaer, 1837 — Молуккские острова, Новая Гвинея

## Damastes
Damastes Simon, 1880
- Damastes atrignathus Strand, 1908 — Мадагаскар
- Damastes coquereli Simon, 1880 — Мадагаскар
  - Damastes coquereli affinis Strand, 1907 — Мадагаскар
- Damastes decoratus (Simon, 1897) — Мадагаскар
- Damastes fasciolatus (Simon, 1903) — Мадагаскар
- Damastes flavomaculatus Simon, 1880 — Мадагаскар
- Damastes grandidieri Simon, 1880 — Мадагаскар
- Damastes majungensis Strand, 1907 — Мадагаскар
- Damastes malagassus (Fage, 1926) — Мадагаскар
- Damastes malagasus (Karsch, 1881) — Мадагаскар
- Damastes masculinus Strand, 1908 — Мадагаскар
- Damastes nigrichelis (Strand, 1907) — Мозамбик
- Damastes nossibeensis Strand, 1907 — Мадагаскар
- Damastes oswaldi Lenz, 1891 — Мадагаскар
- Damastes pallidus (Schenkel, 1937) — Мадагаскар
- Damastes sikoranus Strand, 1906 — Мадагаскар
- Damastes validus (Blackwall, 1877) — Сейшеллы

## Decaphora
Decaphora Franganillo, 1931
- Decaphora trabiformis Franganillo, 1931 — Куба

## Defectrix
Defectrix Petrunkevitch, 1925
- Defectrix defectrix Petrunkevitch, 1925 — Панама

## Delena
Delena Walckenaer, 1837
- Delena cancerides Walckenaer, 1837 — Австралия, Тасмания, Новая Зеландия
- Delena convexa (Hirst, 1991) — Западная Австралия
- Delena craboides Walckenaer, 1837 — Австралия
- Delena gloriosa (Rainbow, 1917) — Южная Австралия
- Delena kosciuskoensis (Hirst, 1991) — Новый Южный Уэльс
- Delena lapidicola (Hirst, 1991) — Западная Австралия
- Delena loftiensis (Hirst, 1991) — Южная Австралия
- Delena melanochelis (Strand, 1913) — Виктория
- Delena nigrifrons (Simon, 1908) — Западная Австралия
- Delena spenceri (Hogg, 1903) — Тасмания, Остров Кинг
- Delena tasmaniensis (Hirst, 1991) — Тасмания

## Dermochrosia
Dermochrosia Mello-Leitao, 1940
- Dermochrosia maculatissima Mello-Leitao, 1940 — Бразилия

## Eusparassus
Eusparassus Simon, 1903
- Eusparassus arabicus Moradmand, 2013 — Саудовская Аравия, ОАЭ
- Eusparassus atlanticus Simon, 1909 — Марокко
- Eusparassus barbarus (Lucas, 1846) — Алжир, Тунис
- Eusparassus bicorniger (Pocock, 1898) — Египт, Эфиопия, Восточная Африка
- Eusparassus borakalalo Moradmand, 2013 — Южная Африка
- Eusparassus doriae (Simon, 1874) — Иран
- Eusparassus dufouri Simon, 1932 — Португалия, Испания
- Eusparassus educatus Moradmand, 2013 — Намибия
- Eusparassus fritschi (C. Koch, 1873) — Марокко
- Eusparassus fuscimanus Denis, 1958 — Афганистан
- Eusparassus jaegeri Moradmand, 2013 — Ботсвана, Южная Африка
- Eusparassus jocquei Moradmand, 2013 — Зимбабве
- Eusparassus kronebergi Denis, 1958 — Афганистан, Индия
- Eusparassus laevatus (Simon, 1897) — Эфиопия, Джибути, Сомали, Аравийский полуостров
- Eusparassus laterifuscus Strand, 1908 — Мадагаскар
- Eusparassus letourneuxi (Simon, 1874) — Алжир, Тунис
- Eusparassus levantinus Urones, 2006 — Испания
- Eusparassus maynardi (Pocock, 1901) — Palistan
- Eusparassus mesopotamicus Moradmand & Jager, 2012 — Иран, Ирак
- Eusparassus oculatus (Kroneberg, 1875) — Центральная Азия до Китая
- Eusparassus oraniensis (Lucas, 1846) — Северная Африка
- Eusparassus pearsoni (Pocock, 1901) — Индия
- Eusparassus perezi (Simon, 1902) — Сомали, Джибути, Аравийский полуостров
- Eusparassus pontii Caporiacco, 1935 — Индия, Пакистан
- Eusparassus potanini (Simon, 1895) — Китай
- Eusparassus reverentia Moradmand, 2013 — Буркина-Фасо, Нигерия
- Eusparassus schoemanae Moradmand, 2013 — Намибия, Южная Африка
- Eusparassus shefteli Chamberlin, 1916 — Перу
- Eusparassus syrticus Simon, 1909 — Тунис
- Eusparassus tuckeri Lawrence, 1927 — Ангола, Намибия
- Eusparassus vestigator (Simon, 1897) — Восточная Африка
- Eusparassus walckenaeri (Audouin, 1826) — от Алжира до Ирака
- Eusparassus xerxes (Pocock, 1901) — ОАЭ, Иран, Пакистан

## Exopalystes
Exopalystes Hogg, 1914
- Exopalystes pulchellus Hogg, 1914 — Новая Гвинея

## Geminia
Geminia Thorell, 1897
- Geminia sulphurea Thorell, 1897 — Мьянма

## Gnathopalystes
Gnathopalystes Rainbow, 1899
- Gnathopalystes crucifer (Simon, 1880) — Малайзия or Ява
- Gnathopalystes ferox Rainbow, 1899 — Вануату
- Gnathopalystes ignicomus (L. Koch, 1875) — Новая Ирландия, Новая Британия
- Gnathopalystes kochi (Simon, 1880) — Индия, Мьянма, Малайзия, Ява, Суматра, Борнео
- Gnathopalystes nigriventer (Kulczynski, 1910) — Новая Гвинея, Соломоновы Острова
- Gnathopalystes nigrocornutus (Merian, 1911) — Сулавеси
- Gnathopalystes rutilans (Simon, 1899) — Суматра
- Gnathopalystes taiwanensis Zhu & Tso, 2006 — Тайвань

## Guadana
Guadana Rheims, 2010
- Guadana manauara Rheims, 2010 — Бразилия
- Guadana neblina Rheims, 2010 — Бразилия
- Guadana panguana Rheims, 2010 — Перу
- Guadana quillu Rheims, 2010 — Эквадор
- Guadana tambopata Rheims, 2010 — Перу
- Guadana urucu Rheims, 2010 — Бразилия

## Heteropoda
Heteropoda Latreille, 1804
- Heteropoda acuta Davies, 1994 — Квинсленд
- Heteropoda aemulans Bayer & Jager, 2009 — Лаос
- Heteropoda afghana Roewer, 1962 — Афганистан, Пакистан, Индия
- Heteropoda alta Davies, 1994 — Квинсленд
- Heteropoda altmannae Jager, 2008 — Вьетнам
- Heteropoda altithorax Strand, 1907 — Индия
- Heteropoda amphora Fox, 1936 — Китай, Гонконг
- Heteropoda analis Thorell, 1881 — Новая Гвинея
- Heteropoda andamanensis Tikader, 1977 — Андаманские острова
- Heteropoda annulipoda Strand, 1911 — Ару
- Heteropoda armillata (Thorell, 1887) — Мьянма, Суматра
- Heteropoda atollicola Pocock, 1904 — Мальдивы
- Heteropoda atriventris Chrysanthus, 1965 — Новая Гвинея
- Heteropoda aulica (L. Koch, 1878) — Япония
- Heteropoda aureola He & Hu, 2000 — Китай
- Heteropoda badiella Roewer, 1951 — Молуккские острова
- Heteropoda bellendenker Davies, 1994 — Квинсленд
- Heteropoda belua Jager, 2005 — Борнео
- Heteropoda beroni Jager, 2005 — Сулавеси
- Heteropoda bhaikakai Patel & Patel, 1973 — Индия
- Heteropoda bhattacharjeei Saha & Raychaudhuri, 2007 — Индия
- Heteropoda bimaculata Thorell, 1878 — Амбон
- Heteropoda binnaburra Davies, 1994 — Квинсленд, Новый Южный Уэльс
- Heteropoda bivittata Thorell, 1877 — Сулавеси
- Heteropoda boiei (Doleschall, 1859) — Малайзия, Суматра, Ява
- Heteropoda bonthainensis Merian, 1911 — Сулавеси
- Heteropoda borneensis (Thorell, 1890) — Борнео
- Heteropoda boutani (Simon, 1906) — Вьетнам
- Heteropoda bulburin Davies, 1994 — Квинсленд
- Heteropoda buxa Saha, Biswas & Raychaudhuri, 1995 — Индия
- Heteropoda camelia Strand, 1914 — Колумбия
- Heteropoda cavernicola Davies, 1994 — Западная Австралия
- Heteropoda cervina (L. Koch, 1875) — Квинсленд
- Heteropoda chelata (Strand, 1911) — Новая Гвинея
  - Heteropoda chelata vittichelis (Strand, 1911) — Новая Гвинея
- Heteropoda chengbuensis Wang, 1990 — Китай
- Heteropoda christae Jager, 2008 — Малайзия, Сингапур, Суматра
- Heteropoda conwayensis Davies, 1994 — Квинсленд
- Heteropoda cooki Davies, 1994 — Квинсленд
- Heteropoda cooloola Davies, 1994 — Квинсленд
- Heteropoda crassa Simon, 1880 — Ява
- Heteropoda crediton Davies, 1994 — Квинсленд
- Heteropoda cyanichelis Strand, 1907 — Ява
- Heteropoda cyanognatha Thorell, 1881 — Остров Юл
- Heteropoda cyperusiria Barrion & Litsinger, 1995 — Филиппины
- Heteropoda dagmarae Jager & Vedel, 2005 — Лаос, Таиланд
- Heteropoda dasyurina (Hogg, 1914) — Новая Гвинея
- Heteropoda davidbowie Jager, 2008 — Малайзия, Сингапур, Суматра
- Heteropoda debalae Biswas & Roy, 2005 — Индия
- Heteropoda debilis (L. Koch, 1875) — Самоа
- Heteropoda denticulata Saha & Raychaudhuri, 2007 — Индия
- Heteropoda distincta Davies, 1994 — Квинсленд, Новый Южный Уэльс
- Heteropoda duan Jager, 2008 — Борнео
- Heteropoda elatana Strand, 1911 — Ару, Острова Кай
- Heteropoda eluta Karsch, 1891 — Шри-Ланка
- Heteropoda emarginativulva Strand, 1907 — Индия
- Heteropoda ernstulrichi Jager, 2008 — Суматра
- Heteropoda erythra Chrysanthus, 1965 — Новая Гвинея
- Heteropoda eungella Davies, 1994 — Квинсленд
- Heteropoda fabrei Simon, 1885 — Индия
- Heteropoda fischeri Jager, 2005 — Индия
- Heteropoda flavocephala Merian, 1911 — Сулавеси
- Heteropoda furva Thorell, 1890 — Малайзия
- Heteropoda garciai Barrion & Litsinger, 1995 — Филиппины
- Heteropoda gemella Simon, 1877 — Филиппины
- Heteropoda goonaneman Davies, 1994 — Квинсленд
- Heteropoda gordonensis Davies, 1994 — Квинсленд
- Heteropoda gourae Monga, Sadana & Singh, 1988 — Индия
- Heteropoda graaflandi Strand, 1907 — Ява
- Heteropoda grooteeylandt Davies, 1994 — Северные Территории
- Heteropoda gyirongensis Hu & Li, 1987 — Китай
- Heteropoda hainanensis Li, 1991 — Китай
- Heteropoda hampsoni Pocock, 1901 — Индия
- Heteropoda helge Jager, 2008 — Китай
- Heteropoda hermitis (Hogg, 1914) — Западная Австралия
- Heteropoda hildebrandti Jager, 2008 — Молуккские острова
- Heteropoda hillerae Davies, 1994 — Квинсленд
- Heteropoda hippie Jager, 2008 — Суматра
- Heteropoda hirsti Jager, 2008 — Новая Гвинея
- Heteropoda holoventris Davies, 1994 — Квинсленд
- Heteropoda homstu Jager, 2008 — Суматра, Ява, Борнео
- Heteropoda hosei Pocock, 1897 — Борнео
- Heteropoda hupingensis Peng & Yin, 2001 — Китай
- Heteropoda ignichelis (Simon, 1880) — Вьетнам
- Heteropoda imbecilla Thorell, 1892 — Малайзия, Суматра
- Heteropoda jacobii Strand, 1911 — Новая Гвинея
- Heteropoda jaegerorum Jager, 2008 — Сингапур, Суматра
- Heteropoda jasminae Jager, 2008 — Вьетнам
- Heteropoda javana (Simon, 1880) — Малайзия, Ява, Суматра
- Heteropoda jiangxiensis Li, 1991 — Китай
- Heteropoda jugulans (L. Koch, 1876) — Квинсленд
- Heteropoda kabaenae Strand, 1911 — Архипелаг Бисмарка
- Heteropoda kalbarri Davies, 1994 — Западная Австралия
- Heteropoda kandiana Pocock, 1899 — Индия, Шри-Ланка
- Heteropoda kobroorica Strand, 1911 — Ару
- Heteropoda kuekenthali Pocock, 1897 — Молуккские острова
- Heteropoda kuluensis Sethi & Tikader, 1988 — Индия
- Heteropoda laai Jager, 2008 — Сингапур, Суматра
- Heteropoda languida Simon, 1887 — Мьянма
- Heteropoda lashbrooki (Hogg, 1922) — Вьетнам
- Heteropoda laurae Jager, 2008 — Сулавеси
- Heteropoda lentula Pocock, 1901 — Индия
- Heteropoda leprosa Simon, 1884 — Индия, Мьянма, Малайзия
- Heteropoda leptoscelis Thorell, 1892 — Суматра
- Heteropoda lindbergi Roewer, 1962 — Афганистан
- Heteropoda listeri Pocock, 1900 — Остров Рождества
- Heteropoda loderstaedti Jager, 2008 — Малайзия, Суматра
- Heteropoda longipes (L. Koch, 1875) — Новый Южный Уэльс
- Heteropoda lunula (Doleschall, 1857) — от Индии до Вьетнама, Малайзия, Ява, Суматра, Борнео
- Heteropoda luwuensis Merian, 1911 — Сулавеси
- Heteropoda malitiosa Simon, 1906 — Индия
- Heteropoda manni (Strand, 1906) — Нигерия
- Heteropoda marillana Davies, 1994 — Западная Австралия
- Heteropoda martinae Jager, 2008 — Суматра
- Heteropoda martusa Jager, 2000 — Суматра
- Heteropoda maxima Jager, 2001 — Лаос
- Heteropoda mecistopus Pocock, 1898 — Соломоновы Острова
- Heteropoda mediocris Simon, 1880 — Ява, Новая Гвинея
- Heteropoda meriani Jager, 2008 — Сулавеси
- Heteropoda merkarensis Strand, 1907 — Индия
- Heteropoda meticulosa Simon, 1880 — Перу
- Heteropoda minahassae Merian, 1911 — Сулавеси
- Heteropoda mindiptanensis Chrysanthus, 1965 — Новая Гвинея
- Heteropoda modiglianii Thorell, 1890 — Ява
- Heteropoda monroei Davies, 1994 — Квинсленд
- Heteropoda montana Thorell, 1890 — Суматра
- Heteropoda monteithi Davies, 1994 — Квинсленд
- Heteropoda mossman Davies, 1994 — Квинсленд
- Heteropoda murina (Pocock, 1897) — Борнео
- Heteropoda muscicapa Strand, 1911 — Новая Гвинея
- Heteropoda nagarigoon Davies, 1994 — Квинсленд, Новый Южный Уэльс
- Heteropoda natans Jager, 2005 — Борнео
- Heteropoda nebulosa Thorell, 1890 — Малайзия
- Heteropoda nicki Strand, 1915 — Суматра, Ява
  - Heteropoda nicki quala Strand, 1915 — Суматра
- Heteropoda nicobarensis Tikader, 1977 — Никобарские острова
- Heteropoda nigriventer Pocock, 1897 — Сулавеси
- Heteropoda nilgirina Pocock, 1901 — Индия
- Heteropoda ninahagen Jager, 2008 — Малайзия
- Heteropoda nirounensis (Simon, 1903) — Индия, Суматра
- Heteropoda nobilis (L. Koch, 1875) — Новые Гебриды, Австралия, Полинезия
- Heteropoda novaguineensis Strand, 1911 — Новая Гвинея
- Heteropoda nyalama Hu & Li, 1987 — Китай
- Heteropoda obtusa Thorell, 1890 — Борнео
- Heteropoda ocyalina (Simon, 1887) — Ява, Суматра
- Heteropoda onoi Jager, 2008 — Вьетнам
- Heteropoda pakawini Jager, 2008 — Таиланд
- Heteropoda panaretiformis Strand, 1906 — Суматра
- Heteropoda parva Jager, 2000 — Малайзия, Суматра
- Heteropoda pedata Strand, 1907 — Индия
  - Heteropoda pedata magna Strand, 1909 — Индия
- Heteropoda phasma Simon, 1897 — Индия
- Heteropoda pingtungensis Zhu & Tso, 2006 — Китай, Тайвань
- Heteropoda planiceps (Pocock, 1897) — Молуккские острова
- Heteropoda plebeja Thorell, 1887 — Мьянма
- Heteropoda pressula Simon, 1886 — Вьетнам
- Heteropoda procera (L. Koch, 1867) — Квинсленд, Новый Южный Уэльс
- Heteropoda raveni Davies, 1994 — Квинсленд
- Heteropoda regalis (Roewer, 1938) — Новая Гвинея
- Heteropoda reinholdae Jager, 2008 — Суматра
- Heteropoda renibulbis Davies, 1994 — Западная Австралия, Северные Территории, Квинсленд
- Heteropoda richlingi Jager, 2008 — Суматра, Ява
- Heteropoda robusta Fage, 1924 — Индия
- Heteropoda rosea Karsch, 1879 — Колумбия
- Heteropoda rubra Chrysanthus, 1965 — Новая Гвинея
- Heteropoda rufognatha Strand, 1907 — Индия
- Heteropoda rundle Davies, 1994 — Квинсленд
- Heteropoda ruricola Thorell, 1881 — Новая Гвинея
- Heteropoda sarotoides Jarvi, 1914 — Новая Гвинея
- Heteropoda sartrix (L. Koch, 1865) — Австралия
- Heteropoda schlaginhaufeni Strand, 1911 — Новая Гвинея
- Heteropoda schwalbachorum Jager, 2008 — Китай
- Heteropoda schwendingeri Jager, 2005 — Таиланд
- Heteropoda sexpunctata Simon, 1885 — Индия, Малайзия
- Heteropoda shillongensis Sethi & Tikader, 1988 — Индия
- Heteropoda signata Thorell, 1890 — Суматра
- Heteropoda silvatica Davies, 1994 — Квинсленд
- Heteropoda simplex Jager & Ono, 2000 — Лаос, Острова Рюкю
- Heteropoda speciosus (Pocock, 1898) — Соломоновы Острова
- Heteropoda spenceri Davies, 1994 — Северные Территории
- Heteropoda spinipes (Pocock, 1897) — Молуккские острова
- Heteropoda spurgeon Davies, 1994 — Квинсленд
- Heteropoda squamacea Wang, 1990 — Китай
- Heteropoda steineri Bayer & Jager, 2009 — Лаос
- Heteropoda straminea Kundu, Biswas & Raychaudhuri, 1999 — Индия
- Heteropoda strandi Jager, 2002 — Суматра
- Heteropoda strasseni Strand, 1915 — Ява
- Heteropoda striata Merian, 1911 — Сулавеси
- Heteropoda striatipes (Leardi, 1902) — Индия
- Heteropoda submaculata Thorell, 1881 — Новая Гвинея
  - Heteropoda submaculata torricelliana Strand, 1911 — Новая Гвинея
- Heteropoda subplebeia Strand, 1907 — Индия
- Heteropoda subtilis Karsch, 1891 — Шри-Ланка
- Heteropoda sumatrana Thorell, 1890 — Суматра
  - Heteropoda sumatrana javacola Strand, 1907 — Ява
- Heteropoda teranganica Strand, 1911 — Ару
- Heteropoda tetrica Thorell, 1897 — от Китая до Суматры
- Heteropoda thoracica (C. L. Koch, 1845) — Суматра, Ява, Амбон
- Heteropoda tokarensis Yaginuma, 1961 — Япония
- Heteropoda truncus (McCook, 1878) — Япония
- Heteropoda udolindenberg Jager, 2008 — Суматра
- Heteropoda uexkuelli Jager, 2008 — Бали
- Heteropoda umbrata Karsch, 1891 — Шри-Ланка
- Heteropoda variegata (Simon, 1874) — от Греции до Израиля
- Heteropoda veiliana Strand, 1907 — Индия
- Heteropoda venatoria (Linnaeus, 1767) — Тропики
  - Heteropoda venatoria chinesica Strand, 1907 — Китай
  - Heteropoda venatoria emarginata Thorell, 1881 — Суматра
  - Heteropoda venatoria foveolata Thorell, 1881 — Новая Гвинея, Остров Юл
  - Heteropoda venatoria japonica Strand, 1907 — Китай, Япония
  - Heteropoda venatoria maculipes Strand, 1907 — Китай, Япония
  - Heteropoda venatoria pseudomarginata Strand, 1909 — Ява
- Heteropoda vespersa Davies, 1994 — Квинсленд
- Heteropoda warrumbungle Davies, 1994 — Новый Южный Уэльс
- Heteropoda warthiana Strand, 1907 — Индия
- Heteropoda willunga Davies, 1994 — Квинсленд
- Heteropoda zuviele Jager, 2008 — Вьетнам

## Holconia
Holconia Thorell, 1877
- Holconia colberti Hirst, 1991 — Виктория
- Holconia flindersi Hirst, 1991 — Южная Австралия, Виктория, Новый Южный Уэльс
- Holconia hirsuta (L. Koch, 1875) — Квинсленд
- Holconia immanis (L. Koch, 1867) — Австралия
- Holconia insignis (Thorell, 1870) — Квинсленд, Новый Южный Уэльс
- Holconia murrayensis Hirst, 1991 — Южная Австралия, Виктория, Новый Южный Уэльс
- Holconia neglecta Hirst, 1991 — Западная Австралия, Северные Территории
- Holconia nigrigularis (Simon, 1908) — Австралия
- Holconia westralia Hirst, 1991 — Западная Австралия

## Irileka
Irileka Hirst, 1998
- Irileka iridescens Hirst, 1998 — Западная Австралия

## Isopeda
Isopeda L. Koch, 1875
- Isopeda alpina Hirst, 1992 — Новый Южный Уэльс, Виктория
- Isopeda binnaburra Hirst, 1992 — Квинсленд
- Isopeda brachyseta Hirst, 1992 — Новый Южный Уэльс
- Isopeda canberrana Hirst, 1992 — Новый Южный Уэльс, Виктория
- Isopeda catmona Barrion & Litsinger, 1995 — Филиппины
- Isopeda deianira (Thorell, 1881) — Новая Гвинея
- Isopeda echuca Hirst, 1992 — Новый Южный Уэльс, Виктория
- Isopeda girraween Hirst, 1992 — Квинсленд
- Isopeda igraya Barrion & Litsinger, 1995 — Филиппины
- Isopeda leishmanni Hogg, 1903 — Западная Австралия, Южная Австралия, Виктория
  - Isopeda leishmanni hoggi Simon, 1908 — Западная Австралия
- Isopeda magna Hirst, 1992 — Западная Австралия, Южная Австралия
- Isopeda montana Hogg, 1903 — Южная Австралия, Виктория
- Isopeda neocaledonica Berland, 1924 — Новая Каледония
- Isopeda parnabyi Hirst, 1992 — Квинсленд, Новый Южный Уэльс
- Isopeda prolata Hirst, 1992 — Новый Южный Уэльс, Виктория
- Isopeda queenslandensis Hirst, 1992 — Квинсленд, Новый Южный Уэльс
- Isopeda subalpina Hirst, 1992 — Виктория
- Isopeda sungaya Barrion & Litsinger, 1995 — Филиппины
- Isopeda vasta (L. Koch, 1867) — Квинсленд
- Isopeda villosa L. Koch, 1875 — Новый Южный Уэльс
- Isopeda woodwardi Hogg, 1903 — Южная Австралия

## Isopedella
Isopedella Hirst, 1990
- Isopedella ambathala Hirst, 1993 — Квинсленд, Южная Австралия
- Isopedella cana (Simon, 1908) — Западная Австралия, Южная Австралия
- Isopedella castanea Hirst, 1993 — Западная Австралия
- Isopedella cerina Hirst, 1993 — Квинсленд
- Isopedella cerussata (Simon, 1908) — Австралия
- Isopedella conspersa (L. Koch, 1875) — Квинсленд, Северные Территории
- Isopedella flavida (L. Koch, 1875) — Квинсленд, Новый Южный Уэльс
- Isopedella frenchi (Hogg, 1903) — Виктория, Южная Австралия
- Isopedella gibsandi Hirst, 1993 — Западная Австралия
- Isopedella inola (Strand, 1913) — Австралия
  - Isopedella inola carinatula (Strand, 1913) — Центральная Австралия
- Isopedella leai (Hogg, 1903) — Южная Австралия
- Isopedella maculosa Hirst, 1993 — Западная Австралия
- Isopedella meraukensis (Chrysanthus, 1965) — Новая Гвинея, Квинсленд, Северные Территории
- Isopedella pessleri (Thorell, 1870) — Новый Южный Уэльс, Виктория
- Isopedella saundersi (Hogg, 1903) — Австралия
- Isopedella terangana (Strand, 1911) — Ару
- Isopedella tindalei Hirst, 1993 — Австралия
- Isopedella victorialis Hirst, 1993 — Виктория

## Keilira
Keilira Hirst, 1989
- Keilira sokoli Hirst, 1989 — Виктория
- Keilira sparsomaculata Hirst, 1989 — Южная Австралия

## Leucorchestris
Leucorchestris Lawrence, 1962
- Leucorchestris alexandrina Lawrence, 1966 — Ангола
- Leucorchestris arenicola Lawrence, 1962 — Намибия
- Leucorchestris flavimarginata Lawrence, 1966 — Намибия
- Leucorchestris porti Lawrence, 1965 — Намибия
- Leucorchestris sabulosa Lawrence, 1966 — Намибия
- Leucorchestris setifrons Lawrence, 1966 — Ангола
- Leucorchestris steyni Lawrence, 1965 — Намибия

## Macrinus
Macrinus Simon, 1887
- Macrinus bambuco Rheims, 2010 — Колумбия
- Macrinus calypso Rheims, 2010 — Tobago
- Macrinus jaegeri Rheims, 2007 — Бразилия
- Macrinus mohavensis (Fox, 1937) — США
- Macrinus pollexensis (Schenkel, 1953) — Венесуэла, Бразилия
- Macrinus succineus Simon, 1887 — от Эквадора до Бразилии

## Martensopoda
Martensopoda Jager, 2006
- Martensopoda minuscula (Reimoser, 1934) — Индия
- Martensopoda transversa Jager, 2006 — Индия

## Megaloremmius
Megaloremmius Simon, 1903
- Megaloremmius leo Simon, 1903 — Мадагаскар

## Micrommata
Micrommata Latreille, 1804
- Micrommata aljibica Urones, 2004 — Испания
- Micrommata aragonensis Urones, 2004 — Испания
- Micrommata darlingi Pocock, 1901 — Южная Африка
- Micrommata formosa Pavesi, 1878 — от Алжира до Израиля
- Micrommata ligurina (C. L. Koch, 1845) — Средиземноморье до Центральной Азии
- Micrommata virescens (Clerck, 1757) — Палеарктика
  - Micrommata virescens ornata (Walckenaer, 1802) — Европа, Сирия, Израиль

## Microrchestris
Microrchestris Lawrence, 1962
- Microrchestris melanogaster Lawrence, 1962 — Намибия
- Microrchestris scutatus Lawrence, 1966 — Намибия

## Neosparassus
Neosparassus Hogg, 1903
- Neosparassus calligaster (Thorell, 1870) — Австралия
- Neosparassus conspicuus (L. Koch, 1875) — Квинсленд
- Neosparassus diana (L. Koch, 1875) — Западная Австралия, Виктория, Тасмания
- Neosparassus festivus (L. Koch, 1875) — Новый Южный Уэльс
- Neosparassus grapsus (Walckenaer, 1837) — Австралия
- Neosparassus haemorrhoidalis (L. Koch, 1875) — Новый Южный Уэльс
- Neosparassus incomtus (L. Koch, 1875) — Новый Южный Уэльс
- Neosparassus inframaculatus (Hogg, 1896) — Центральная Австралия
- Neosparassus macilentus (L. Koch, 1875) — Квинсленд, Виктория
- Neosparassus magareyi Hogg, 1903 — Австралия
- Neosparassus nitellinus (L. Koch, 1875) — Квинсленд
- Neosparassus pallidus (L. Koch, 1875) — Квинсленд
- Neosparassus patellatus (Karsch, 1878) — Тасмания
- Neosparassus pictus (L. Koch, 1875) — Квинсленд
- Neosparassus praeclarus (L. Koch, 1875) — Квинсленд
- Neosparassus punctatus (L. Koch, 1865) — Австралия
- Neosparassus rutilus (L. Koch, 1875) — Квинсленд
- Neosparassus salacius (L. Koch, 1875) — Квинсленд, Новый Южный Уэльс
- Neosparassus thoracicus Hogg, 1903 — Северная Австралия

## Nisueta
Nisueta Simon, 1880
- Nisueta affinis Strand, 1906 — Судан
- Nisueta flavescens Caporiacco, 1941 — Эфиопия
- Nisueta kolosvaryi Caporiacco, 1947 — Эфиопия
- Nisueta quadrispilota Simon, 1880 — Занзибар
- Nisueta similis Berland, 1922 — Эфиопия

## Nolavia
Nolavia Kammerer, 2006
- Nolavia rubriventris (Piza, 1939) — Бразилия

## Nonianus
Nonianus Simon, 1885
- Nonianus gaujoni Simon, 1897 — Эквадор
- Nonianus pictus Simon, 1885 — от Алжира до Израиля
- Nonianus unilateralis Strand, 1908 — Перу

## Olios
Olios Walckenaer, 1837
- Olios abnormis (Blackwall, 1866) — Центральная Африка
- Olios acolastus (Thorell, 1890) — Суматра
- Olios acostae Schenkel, 1953 — Венесуэла
- Olios actaeon (Pocock, 1899) — Новая Британия
- Olios admiratus (Pocock, 1901) — Индия
- Olios africanus (Karsch, 1878) — Мозамбик
- Olios albertius Strand, 1913 — Центральная Африка
- Olios alluaudi Simon, 1887 — Кот-д’Ивуар
- Olios amanensis Strand, 1907 — Восточная Африка
- Olios annandalei (Simon, 1901) — Малайзия
- Olios annulatus (F. O. P.-Cambridge, 1900) — Мексика
- Olios antiguensis (Keyserling, 1880) — Вест-Индия
  - Olios antiguensis columbiensis Schmidt, 1971 — Колумбия
- Olios argelasius (Walckenaer, 1805) — Средиземноморье
- Olios aristophanei Lessert, 1936 — Мозамбик
- Olios artemis Hogg, 1916 — Новая Гвинея
- Olios atomarius Simon, 1880 — Перу
- Olios attractus Petrunkevitch, 1911 — Бразилия
- Olios audax (Banks, 1909) — Коста-Рика
- Olios aurantiacus Mello-Leitao, 1918 — Бразилия
- Olios auricomis (Simon, 1880) — Занзибар
- Olios banananus Strand, 1916 — Конго
- Olios batesi (Pocock, 1899) — Камерун
- Olios baulnyi (Simon, 1874) — Марокко, Сенегал, Судан
- Olios benitensis (Pocock, 1899) — Камерун
- Olios berlandi Roewer, 1951 — Новая Каледония
- Olios bhavnagarensis Sethi & Tikader, 1988 — Индия
- Olios biarmatus Lessert, 1925 — Южная Африка
- Olios bibranchiatus Fox, 1937 — США, Мексика
- Olios bicolor Banks, 1914 — Пуэрто-Рико
- Olios bivittatus Roewer, 1951 — Гайана
- Olios bombilius (F. O. P.-Cambridge, 1899) — Перу
- Olios brachycephalus Lawrence, 1938 — Южная Африка
- Olios bungarensis Strand, 1913 — Суматра
- Olios canalae Berland, 1924 — Новая Каледония
- Olios canariensis (Lucas, 1838) — Канарские Острова
- Olios caprinus Mello-Leitao, 1918 — Бразилия
- Olios cayanus Taczanowski, 1872 — Бразилия, Французская Гвиана
- Olios ceylonicus (Leardi, 1902) — Шри-Ланка
- Olios chelifer Lawrence, 1937 — Южная Африка
- Olios chiracanthiformis (Strand, 1906) — Эфиопия
- Olios chubbi Lessert, 1923 — Южная Африка
- Olios clarus (Keyserling, 1880) — Мексика
- Olios claviger (Pocock, 1901) — Южная Африка
- Olios coccineiventris (Simon, 1880) — Молуккские острова, Новая Гвинея
- Olios coenobitus Fage, 1926 — Мадагаскар
- Olios conspersipes (Thorell, 1899) — Камерун
- Olios corallinus Schmidt, 1971 — Эквадор
- Olios correvoni Lessert, 1921 — Восточная Африка
  - Olios correvoni choupangensis Lessert, 1936 — Мозамбик
  - Olios correvoni nigrifrons Lawrence, 1928 — Южная Африка
- Olios crassus (Banks, 1909) — Коста-Рика
- Olios croseiceps (Pocock, 1898) — Малави
- Olios cursor (Thorell, 1894) — Малайзия
- Olios darlingi (Pocock, 1901) — Южная Африка
- Olios darlingtoni Bryant, 1942 — Пуэрто-Рико
- Olios debilipes Mello-Leitao, 1945 — Аргентина
- Olios derasus (C. L. Koch, 1845) — Южная Африка
- Olios detritus (C. L. Koch, 1845) — Южная Африка
- Olios diao Jager, 2012 — Лаос
- Olios digitalis Eydoux & Souleyet, 1841 — Неизвестно
- Olios digitatus Sun, Li & Zhang, 2011 — Китай
- Olios discolorichelis Caporiacco, 1947 — Гайана
- Olios durlaviae Biswas & Raychaudhuri, 2005 — Бангладеш
- Olios ensiger (F. O. P.-Cambridge, 1900) — Мексика
- Olios erraticus Fage, 1926 — Мадагаскар
- Olios erroneus O. P.-Cambridge, 1890 — от Гватемалы до Венесуэлы
- Olios extensus Berland, 1924 — Новая Каледония
- Olios exterritorialis Strand, 1907 — Ява or Ceram
- Olios faesi Lessert, 1933 — Ангола
- Olios fasciatus (Keyserling, 1880) — Перу, Бразилия
- Olios fasciculatus Simon, 1880 — США (probably mislabeled), Танзания
- Olios fasciiventris Simon, 1880 — Занзибар
- Olios feldmanni Strand, 1915 — Камерун
- Olios ferox (Thorell, 1892) — Индонезия or Австралия
- Olios ferrugineus (C. L. Koch, 1836) — Мексика, Гватемала, Бразилия
- Olios fimbriatus Chrysanthus, 1965 — Новая Гвинея
- Olios flavens Nicolet, 1849 — Чили
- Olios flavidus (O. P.-Cambridge, 1885) — Яркенд
- Olios flavovittatus (Caporiacco, 1935) — Пакистан
- Olios floweri Lessert, 1921 — Эфиопия, Восточная Африка
- Olios fonticola (Pocock, 1902) — Южная Африка
- Olios formosus Banks, 1929 — Панама
- Olios francoisi (Simon, 1898) — Луайоте
- Olios freyi Lessert, 1929 — Конго
- Olios fugax (O. P.-Cambridge, 1885) — Пакистан, Яркенд
- Olios fugiens (O. P.-Cambridge, 1890) — Гватемала
- Olios fuhrmanni Strand, 1914 — St. Thomas
- Olios fuligineus (Pocock, 1901) — Индия
- Olios fulvithorax Berland, 1924 — Новая Каледония
- Olios fuscovariatus Mello-Leitao, 1943 — Бразилия
- Olios galapagoensis Banks, 1902 — Галапагоссы
- Olios gentilis (Karsch, 1879) — Западная Африка
- Olios giganteus Keyserling, 1884 — США, Мексика
- Olios gravelyi Sethi & Tikader, 1988 — Индия
- Olios greeni (Pocock, 1901) — Шри-Ланка
- Olios guatemalensis Keyserling, 1887 — Гватемала
- Olios guineibius Strand, 1911 — Новая Гвинея
- Olios guttipes (Simon, 1897) — Южная Африка
- Olios hampsoni (Pocock, 1901) — Индия
- Olios helvus (Keyserling, 1880) — Колумбия
- Olios hirtus (Karsch, 1879) — Шри-Ланка
- Olios hoplites Caporiacco, 1941 — Эфиопия
- Olios humboldtianus Berland, 1924 — Новая Каледония
- Olios hyeroglyphicus Mello-Leitao, 1918 — Бразилия
- Olios inaequipes (Simon, 1890) — Зондские острова
- Olios insignifer Chrysanthus, 1965 — Новая Гвинея
- Olios insulanus (Thorell, 1881) — Острова Кай
- Olios iranii (Pocock, 1901) — Пакистан, Индия
- Olios isongonis Strand, 1915 — Камерун
- Olios ituricus Strand, 1913 — Центральная Африка
- Olios jaenicke Jager, 2012 — Лаос
- Olios jaldaparaensis Saha & Raychaudhuri, 2007 — Индия
- Olios japonicus Jager & Ono, 2000 — Острова Рюкю
- Olios kassenjicola Strand, 1916 — Центральная Африка
- Olios keyserlingi (Simon, 1880) — Бразилия
- Olios kiranae Sethi & Tikader, 1988 — Индия
- Olios kruegeri (Simon, 1897) — Южная Африка
- Olios lacticolor Lawrence, 1952 — Южная Африка
- Olios lamarcki (Latreille, 1806) — от Мадагаскара до Шри-Ланки, Индия
  - Olios lamarcki taprobanicus Strand, 1913 — Шри-Ланка
- Olios lepidus Vellard, 1924 — Бразилия
- Olios longespinus Caporiacco, 1947 — Восточная Африка
- Olios longipedatus Roewer, 1951 — Бразилия
- Olios longipedes Roewer, 1951 — Судан
- Olios luctuosus Banks, 1898 — Мексика
- Olios lutescens (Thorell, 1894) — Пакистан, Мьянма, Суматра, Ява
- Olios luteus (Keyserling, 1880) — Перу
- Olios machadoi Lawrence, 1952 — Южная Африка
- Olios macroepigynus Soares, 1944 — Бразилия
- Olios maculatus (Blackwall, 1862) — Бразилия, Вест-Индия
- Olios maculinotatus Strand, 1909 — Южная Африка
- Olios mahabangkawitus Barrion & Litsinger, 1995 — Филиппины
- Olios malagassus Strand, 1907 — Мадагаскар
  - Olios malagassus septifer Strand, 1908 — Мадагаскар
- Olios manifestus O. P.-Cambridge, 1890 — Гватемала
- Olios marshalli (Pocock, 1898) — Южная Африка
- Olios mathani (Simon, 1880) — Перу, Бразилия
- Olios menghaiensis (Wang & Zhang, 1990) — Китай
- Olios milleti (Pocock, 1901) — Индия, Шри-Ланка
- Olios minax (O. P.-Cambridge, 1896) — США, Мексика
- Olios minensis (Mello-Leitao, 1917) — Бразилия
- Olios monticola Berland, 1924 — Новая Каледония
- Olios morbillosus (MacLeay, 1827) — Австралия
- Olios mordax (O. P.-Cambridge, 1899) — Мадагаскар
- Olios muang Jager & Praxaysombath, 2009 — Лаос
- Olios mutabilis Mello-Leitao, 1917 — Бразилия
- Olios mygalinus Doleschall, 1857 — Молуккские острова, Новая Гвинея
  - Olios mygalinus cinctipes Merian, 1911 — Сулавеси
  - Olios mygalinus nigripalpis Merian, 1911 — Сулавеси
- Olios nanningensis (Hu & Ru, 1988) — Китай
- Olios naturalisticus Chamberlin, 1924 — США, Мексика
- Olios neocaledonicus Berland, 1924 — Новая Каледония
- Olios nigrifrons (Simon, 1897) — Ява
- Olios nigristernis (Simon, 1880) — Бразилия
- Olios nigriventris Taczanowski, 1872 — Французская Гвиана
- Olios niveomaculatus Mello-Leitao, 1941 — Эквадор
- Olios nossibeensis Strand, 1907 — Мадагаскар
- Olios oberzelleri Kritscher, 1966 — Новая Каледония
- Olios obesulus (Pocock, 1901) — Индия
- Olios obscurus (Keyserling, 1880) — Мексика, Коста-Рика, Панама
- Olios obtusus (F. O. P.-Cambridge, 1900) — Гватемала
- Olios occidentalis (Karsch, 1879) — Конго
- Olios orchiticus Mello-Leitao, 1930 — Бразилия
- Olios ornatus (Thorell, 1877) — Сулавеси
- Olios oubatchensis Berland, 1924 — Новая Каледония
- Olios paalongus Barrion & Litsinger, 1995 — Филиппины
- Olios pacifer Lessert, 1921 — Конго, Восточная Африка
- Olios paenuliformis Strand, 1916 — Западная Африка
- Olios pagurus Walckenaer, 1837 — Австралия
- Olios paraensis (Keyserling, 1880) — Бразилия
- Olios patagiatus (Simon, 1897) — Индия
- Olios pellucidus (Keyserling, 1880) — Перу
- Olios peninsulanus Banks, 1898 — США, Мексика
- Olios perezi Barrion & Litsinger, 1995 — Филиппины
- Olios peruvianus Roewer, 1951 — Перу
- Olios phipsoni (Pocock, 1899) — Индия
- Olios pictitarsis (Simon, 1880) — Перу, Бразилия
- Olios plumipes Mello-Leitao, 1937 — Бразилия
- Olios praecinctus (L. Koch, 1865) — Новый Южный Уэльс
- Olios princeps Hogg, 1914 — Новая Гвинея
- Olios provocator Walckenaer, 1837 — Южная Африка
- Olios pulchripes (Thorell, 1899) — Камерун
- Olios punctipes Simon, 1884 — Индия до Суматры
  - Olios punctipes sordidatus (Thorell, 1895) — Мьянма
- Olios puniceus (Simon, 1880) — Перу, Бразилия
- Olios punjabensis Dyal, 1935 — Пакистан
- Olios pusillus Simon, 1880 — Мадагаскар
- Olios pyrozonis (Pocock, 1901) — Индия
- Olios quesitio Moradmand, 2013 — Эфиопия
- Olios quinquelineatus Taczanowski, 1872 — Французская Гвиана
- Olios roeweri Caporiacco, 1955 — Гайана
- Olios rosettii (Leardi, 1901) — Индия
- Olios rotundiceps (Pocock, 1901) — Индия
- Olios rubripes Taczanowski, 1872 — Французская Гвиана
- Olios rubriventris (Thorell, 1881) — Молуккские острова, Новая Гвинея
- Olios rufilatus (Pocock, 1899) — Камерун, Конго
- Olios rufus (Keyserling, 1880) — Колумбия
- Olios ruwenzoricus Strand, 1913 — Центральная Африка
- Olios sanctivincenti (Simon, 1897) — Сент-Винсент
- Olios sanguinifrons (Simon, 1906) — Индия
- Olios scalptor Jager & Ono, 2001 — Тайвань
- Olios schonlandi (Pocock, 1900) — Южная Африка
- Olios senilis Simon, 1880 — Индия, Шри-Ланка
- Olios sericeus (Kroneberg, 1875) — Грузия, Центральная Азия
- Olios sexpunctatus Caporiacco, 1947 — Гайана
- Olios sherwoodi Lessert, 1929 — Конго
- Olios similaris (Rainbow, 1898) — Новая Гвинея
- Olios similis (O. P.-Cambridge, 1890) — Гватемала
- Olios simoni (O. P.-Cambridge, 1890) — Гватемала
- Olios sjostedti Lessert, 1921 — Восточная Африка
- Olios skwarrae (Roewer, 1933) — Мексика
- Olios socotranus (Pocock, 1903) — Сокотра
- Olios somalicus Caporiacco, 1940 — Сомали
- Olios soratensis Strand, 1907 — Боливия
- Olios spenceri Pocock, 1896 — Южная Африка
- Olios spiculosus (Pocock, 1901) — Южная Африка
- Olios spinipalpis (Pocock, 1901) — Южная Африка
- Olios stictopus (Pocock, 1898) — Южная Африка
- Olios stimulator (Simon, 1897) — Индия
- Olios strandi Kolosvary, 1934 — Новая Гвинея
- Olios striatus (Blackwall, 1867) — Индия
- Olios stylifer (F. O. P.-Cambridge, 1900) — Мексика, Бразилия
- Olios suavis (O. P.-Cambridge, 1876) — Кипр, Израиль, Египт
- Olios subadultus Mello-Leitao, 1930 — Бразилия
- Olios subpusillus Strand, 1907 — Мадагаскар
- Olios sulphuratus (Thorell, 1899) — Камерун
- Olios suung Jager, 2012 — Лаос
- Olios sylvaticus (Blackwall, 1862) — Бразилия
- Olios tamerlani Roewer, 1951 — Новая Гвинея
- Olios tarandus (Simon, 1897) — Индия
- Olios tener (Thorell, 1891) — Пакистан, Индия, Мьянма
- Olios tiantongensis (Zhang & Kim, 1996) — Китай
- Olios tigrinus (Keyserling, 1880) — Перу
- Olios tikaderi Kundu, Biswas & Raychaudhuri, 1999 — Индия
- Olios timidus (O. P.-Cambridge, 1885) — Яркенд
- Olios triarmatus Lessert, 1936 — Мозамбик
- Olios trifurcatus (Pocock, 1899) — Камерун
- Olios trinitatis Strand, 1916 — Тринидад
- Olios valenciae Strand, 1916 — Венесуэла
- Olios variatus (Thorell, 1899) — Камерун
- Olios velox (Simon, 1880) — Перу
- Olios ventrosus Nicolet, 1849 — Чили
- Olios vitiosus Vellard, 1924 — Бразилия
- Olios vittifemur Strand, 1916 — Центральная Африка
- Olios werneri (Simon, 1906) — Судан
- Olios wolfi Strand, 1911 — Новая Гвинея
- Olios wroughtoni (Simon, 1897) — Индия
- Olios yucatanus Chamberlin, 1925 — Мексика
- Olios zebra (Thorell, 1881) — Молуккские острова
- Olios zulu Simon, 1880 — Южная Африка

## Orchestrella
Orchestrella Lawrence, 1965
- Orchestrella caroli Lawrence, 1966 — Намибия
- Orchestrella longipes Lawrence, 1965 — Намибия

## Origes
Origes Simon, 1897
- Origes chloroticus Mello-Leitao, 1945 — Аргентина
- Origes nigrovittatus (Keyserling, 1880) — Перу
- Origes pollens Simon, 1897 — Эквадор

## Paenula
Paenula Simon, 1897
- Paenula paupercula Simon, 1897 — Эквадор

## Palystella
Palystella Lawrence, 1928
- Palystella browni Lawrence, 1962 — Намибия
- Palystella namaquensis Lawrence, 1938 — Намибия
- Palystella pallida Lawrence, 1938 — Намибия
- Palystella sexmaculata Lawrence, 1928 — Намибия

## Palystes
Palystes L. Koch, 1875
- Palystes ansiedippenaarae Croeser, 1996 — Южная Африка
- Palystes castaneus (Latreille, 1819) — Южная Африка
- Palystes convexus Strand, 1907 — Мадагаскар
- Palystes crawshayi Pocock, 1902 — Лесото
- Palystes ellioti Pocock, 1896 — Центральная, Восточная Африка
- Palystes flavidus Simon, 1897 — Индия
- Palystes fornasinii (Pavesi, 1881) — Мозамбик
- Palystes hoehneli Simon, 1890 — Кения, Танзания
- Palystes johnstoni Pocock, 1896 — Ботсвана, Зимбабве, Малави, Мозамбик, Уганда
- Palystes karooensis Croeser, 1996 — Южная Африка
- Palystes kreutzmanni Jager & Kunz, 2010 — Южная Африка
- Palystes leppanae Pocock, 1902 — Южная Африка
- Palystes leroyorum Croeser, 1996 — Южная Африка
- Palystes lunatus Pocock, 1896 — Южная Африка
- Palystes martinfilmeri Croeser, 1996 — Южная Африка
- Palystes perornatus Pocock, 1900 — Южная Африка
- Palystes pinnotheres (Walckenaer, 1805) — Новый Южный Уэльс, Новая Каледония
- Palystes reticulatus Rainbow, 1899 — Санта-Крус
- Palystes spiralis Strand, 1907 — Мадагаскар
- Palystes stilleri Croeser, 1996 — Южная Африка
- Palystes stuarti Croeser, 1996 — Южная Африка
- Palystes superciliosus L. Koch, 1875 — Южная Африка

## Panaretella
Panaretella Lawrence, 1937
- Panaretella distincta (Pocock, 1896) — Южная Африка
- Panaretella immaculata Lawrence, 1952 — Южная Африка
- Panaretella minor Lawrence, 1952 — Южная Африка
- Panaretella scutata (Pocock, 1902) — Южная Африка
- Panaretella zuluana Lawrence, 1937 — Южная Африка

## Pandercetes
Pandercetes L. Koch, 1875
- Pandercetes celatus Pocock, 1899 — Индия
- Pandercetes celebensis Merian, 1911 — Сулавеси
  - Pandercetes celebensis vulcanicola Merian, 1911 — Сулавеси
- Pandercetes decipiens Pocock, 1899 — Индия, Шри-Ланка
- Pandercetes gracilis L. Koch, 1875 — Молуккские острова, Сулавеси, Новая Гвинея, Квинсленд
- Pandercetes isopus Thorell, 1881 — Молуккские острова, Новая Гвинея
- Pandercetes longipes Thorell, 1881 — Остров Юл
- Pandercetes macilentus Thorell, 1895 — Мьянма
- Pandercetes malleator Thorell, 1890 — Малайзия, Ару
- Pandercetes manoius Roewer, 1938 — Новая Гвинея
- Pandercetes niger Merian, 1911 — Сулавеси
- Pandercetes nigrogularis (Simon, 1897) — Ява
- Pandercetes ochreus Hogg, 1922 — Вьетнам
- Pandercetes palliventris Strand, 1911 — Новая Гвинея
- Pandercetes peronianus (Walckenaer, 1837) — Новая Зеландия
- Pandercetes plumipes (Doleschall, 1859) — Шри-Ланка, Амбон, Новая Гвинея
- Pandercetes plumosus Pocock, 1899 — Новая Британия

## Parapalystes
Parapalystes Croeser, 1996
- Parapalystes cultrifer (Pocock, 1900) — Южная Африка
- Parapalystes euphorbiae Croeser, 1996 — Южная Африка
- Parapalystes lycosinus (Pocock, 1900) — Южная Африка
- Parapalystes megacephalus (C. L. Koch, 1845) — Южная Африка
- Parapalystes whiteae (Pocock, 1902) — Южная Африка

## Pediana
Pediana Simon, 1880
- Pediana aurochelis Strand, 1907 — Ява
- Pediana horni (Hogg, 1896) — Австралия
- Pediana longbottomi Hirst, 1996 — Западная Австралия
- Pediana mainae Hirst, 1995 — Северные Территории
- Pediana occidentalis Hogg, 1903 — Западная Австралия, Южная Австралия
- Pediana paradoxa Hirst, 1996 — Южная Австралия
- Pediana regina (L. Koch, 1875) — Западная Австралия, Квинсленд, Новый Южный Уэльс
  - Pediana regina isopedina Strand, 1913 — Центральная Австралия
- Pediana temmei Hirst, 1996 — Южная Австралия
- Pediana tenuis Hogg, 1903 — Западная Австралия, Южная Австралия
- Pediana webberae Hirst, 1996 — Северные Территории

## Pleorotus
Pleorotus Simon, 1898
- Pleorotus braueri Simon, 1898 — Сейшеллы

## Polybetes
Polybetes Simon, 1897
- Polybetes delfini Simon, 1904 — Чили
- Polybetes germaini Simon, 1897 — Бразилия, Парагвай, Аргентина
- Polybetes martius (Nicolet, 1849) — Чили, Аргентина
- Polybetes obnuptus Simon, 1897 — Боливия, Аргентина
- Polybetes pallidus Mello-Leitao, 1941 — Аргентина
- Polybetes parvus (Jarvi, 1914) — Парагвай
- Polybetes proximus Mello-Leitao, 1943 — Бразилия
- Polybetes punctulatus Mello-Leitao, 1944 — Аргентина
- Polybetes pythagoricus (Holmberg, 1875) — Бразилия, Гайана, Уругвай, Парагвай, Аргентина
- Polybetes quadrifoveatus (Jarvi, 1914) — Аргентина
- Polybetes rapidus (Keyserling, 1880) — от Суринама до Аргентины
- Polybetes rubrosignatus Mello-Leitao, 1943 — Бразилия
- Polybetes trifoveatus (Jarvi, 1914) — Парагвай, Аргентина

## Prusias
Prusias O. P.-Cambridge, 1892
- Prusias brasiliensis Mello-Leitao, 1915 — Бразилия
- Prusias lanceolatus Simon, 1897 — Бразилия or Перу
- Prusias nugalis O. P.-Cambridge, 1892 — Мексика, Панама
- Prusias semotus (O. P.-Cambridge, 1892) — Панама

## Prychia
Prychia L. Koch, 1875
- Prychia gracilis L. Koch, 1875 — Новая Гвинея до Фиджи, Полинезия
- Prychia maculata Karsch, 1878 — Новая Гвинея
- Prychia pallidula Strand, 1911 — Новая Гвинея
- Prychia suavis Simon, 1897 — Филиппины

## Pseudomicrommata
Pseudomicrommata Jarvi, 1914
- Pseudomicrommata longipes (Bosenberg & Lenz, 1895) — Африка

## Pseudopoda
Pseudopoda Jager, 2000
- Pseudopoda abnormis Jager, 2001 — Индия
- Pseudopoda acuminata Zhang, Zhang & Zhang, 2013 — Китай
- Pseudopoda akashi (Sethi & Tikader, 1988) — Индия
- Pseudopoda albolineata Jager, 2001 — Непал
- Pseudopoda albonotata Jager, 2001 — Бутан
- Pseudopoda alta Jager, 2001 — Непал
- Pseudopoda amelia Jager & Vedel, 2007 — Китай
- Pseudopoda ausobskyi Jager, 2001 — Непал
- Pseudopoda biapicata Jager, 2001 — Мьянма
- Pseudopoda bibulba (Xu & Yin, 2000) — Китай
- Pseudopoda birmanica Jager, 2001 — Мьянма
- Pseudopoda brauni Jager, 2001 — Непал
- Pseudopoda breviducta Zhang, Zhang & Zhang, 2013 — Китай
- Pseudopoda cangschana Jager & Vedel, 2007 — Китай
- Pseudopoda casaria (Simon, 1897) — Индия
- Pseudopoda chauki Jager, 2001 — Непал
- Pseudopoda chulingensis Jager, 2001 — Непал
- Pseudopoda confusa Jager, Pathoumthong & Vedel, 2006 — Лаос
- Pseudopoda contentio Jager & Vedel, 2007 — Китай
- Pseudopoda contraria Jager & Vedel, 2007 — Китай
- Pseudopoda cuneata Jager, 2001 — Непал
- Pseudopoda daliensis Jager & Vedel, 2007 — Китай
- Pseudopoda dama Jager, 2001 — Непал
- Pseudopoda damana Jager, 2001 — Непал
- Pseudopoda dao Jager, 2001 — Таиланд
- Pseudopoda dhulensis Jager, 2001 — Непал
- Pseudopoda digitata Jager & Vedel, 2007 — Китай
- Pseudopoda diversipunctata Jager, 2001 — Непал
- Pseudopoda emei Zhang, Zhang & Zhang, 2013 — Китай
- Pseudopoda everesta Jager, 2001 — Непал
- Pseudopoda exigua (Fox, 1938) — Китай
- Pseudopoda exiguoides (Song & Zhu, 1999) — Китай
- Pseudopoda fabularis Jager, 2008 — Индия
- Pseudopoda fissa Jager & Vedel, 2005 — Вьетнам
- Pseudopoda gemina Jager, Pathoumthong & Vedel, 2006 — Лаос
- Pseudopoda gibberosa Zhang, Zhang & Zhang, 2013 — Китай
- Pseudopoda gogona Jager, 2001 — Бутан
- Pseudopoda gongschana Jager & Vedel, 2007 — Китай
- Pseudopoda grahami (Fox, 1936) — Китай
- Pseudopoda grasshoffi Jager, 2001 — Непал
- Pseudopoda heteropodoides Jager, 2001 — Непал
- Pseudopoda hingstoni Jager, 2001 — Индия
- Pseudopoda hirsuta Jager, 2001 — Таиланд
- Pseudopoda houaphan Jager, 2007 — Лаос
- Pseudopoda huberti Jager, 2001 — Непал
- Pseudopoda hyatti Jager, 2001 — Непал
- Pseudopoda intermedia Jager, 2001 — Мьянма
- Pseudopoda interposita Jager & Vedel, 2007 — Китай
- Pseudopoda jirensis Jager, 2001 — Непал
- Pseudopoda kalinchoka Jager, 2001 — Непал
- Pseudopoda kasariana Jager & Ono, 2002 — Япония
- Pseudopoda khimtensis Jager, 2001 — Непал
- Pseudopoda kullmanni Jager, 2001 — Мьянма, Суматра
- Pseudopoda kunmingensis Sun & Zhang, 2012 — Китай
- Pseudopoda lacrimosa Zhang, Zhang & Zhang, 2013 — Китай
- Pseudopoda latembola Jager, 2001 — Непал
- Pseudopoda lushanensis (Wang, 1990) — Китай
- Pseudopoda lutea (Thorell, 1895) — Мьянма
- Pseudopoda marmorea Jager, 2001 — Непал
- Pseudopoda marsupia (Wang, 1991) — Китай, Таиланд
- Pseudopoda martensi Jager, 2001 — Непал
- Pseudopoda martinae Jager, 2001 — Непал
- Pseudopoda megalopora Jager, 2001 — Мьянма
- Pseudopoda minor Jager, 2001 — Индия
- Pseudopoda monticola Jager, 2001 — Непал
- Pseudopoda namkhan Jager, Pathoumthong & Vedel, 2006 — Китай, Лаос
- Pseudopoda nanyueensis Tang & Yin, 2000 — Китай
- Pseudopoda obtusa Jager & Vedel, 2007 — Китай
- Pseudopoda parvipunctata Jager, 2001 — Таиланд
- Pseudopoda perplexa Jager, 2008 — Индия
- Pseudopoda platembola Jager, 2001 — Мьянма
- Pseudopoda prompta (O. P.-Cambridge, 1885) — Пакистан, Индия
- Pseudopoda recta Jager & Ono, 2001 — Тайвань
- Pseudopoda rhopalocera Yang et al., 2009 — Китай
- Pseudopoda rivicola Jager & Vedel, 2007 — Китай
- Pseudopoda robusta Zhang, Zhang & Zhang, 2013 — Китай
- Pseudopoda roganda Jager & Vedel, 2007 — Китай
- Pseudopoda rufosulphurea Jager, 2001 — Таиланд
- Pseudopoda saetosa Jager & Vedel, 2007 — Китай
- Pseudopoda schawalleri Jager, 2001 — Непал
- Pseudopoda schwendingeri Jager, 2001 — Таиланд
- Pseudopoda semiannulata Zhang, Zhang & Zhang, 2013 — Китай
- Pseudopoda serrata Jager & Ono, 2001 — Тайвань
- Pseudopoda shuqiangi Jager & Vedel, 2007 — Китай
- Pseudopoda sicca Jager, 2008 — Индия
- Pseudopoda signata Jager, 2001 — Китай
- Pseudopoda sinapophysis Jager & Vedel, 2007 — Китай
- Pseudopoda sinopodoides Jager, 2001 — Непал
- Pseudopoda songi Jager, 2008 — Китай
- Pseudopoda spiculata (Wang, 1990) — Китай
- Pseudopoda spirembolus Jager & Ono, 2002 — Япония
- Pseudopoda taibaischana Jager, 2001 — Китай
- Pseudopoda thorelli Jager, 2001 — Мьянма
- Pseudopoda tinjura Jager, 2001 — Непал
- Pseudopoda triangula Zhang, Zhang & Zhang, 2013 — Китай
- Pseudopoda triapicata Jager, 2001 — Непал
- Pseudopoda trisuliensis Jager, 2001 — Непал
- Pseudopoda varia Jager, 2001 — Непал
- Pseudopoda virgata (Fox, 1936) — Китай
- Pseudopoda wang Jager & Praxaysombath, 2009 — Лаос
- Pseudopoda yinae Jager & Vedel, 2007 — Китай
- Pseudopoda yunnanensis (Yang & Hu, 2001) — Китай
- Pseudopoda zhangi Fu & Zhu, 2008 — Китай
- Pseudopoda zhangmuensis (Hu & Li, 1987) — Китай
- Pseudopoda zhejiangensis (Zhang & Kim, 1996) — Китай
- Pseudopoda zhenkangensis Yang et al., 2009 — Китай

## Pseudosparianthis
Pseudosparianthis Simon, 1887
- Pseudosparianthis accentuata Caporiacco, 1955 — Венесуэла
- Pseudosparianthis ambigua Caporiacco, 1938 — Гватемала
- Pseudosparianthis antiguensis Bryant, 1923 — Антигуа
- Pseudosparianthis chickeringi (Gertsch, 1941) — Панама
- Pseudosparianthis cubana Banks, 1909 — Куба
- Pseudosparianthis fusca Simon, 1887 — Бразилия
- Pseudosparianthis jayuyae Petrunkevitch, 1930 — Пуэрто-Рико
- Pseudosparianthis megalopalpa Caporiacco, 1954 — Французская Гвиана
- Pseudosparianthis picta Simon, 1887 — Бразилия, Гайана
- Pseudosparianthis ravida Simon, 1897 — Сент-Винсент
- Pseudosparianthis variabilis F. O. P.-Cambridge, 1900 — Мексика

## Quemedice
Quemedice Mello-Leitao, 1942
- Quemedice enigmaticus Mello-Leitao, 1942 — Бразилия, Аргентина
- Quemedice piracuruca Rheims, Labarque & Ramirez, 2008 — Колумбия, Бразилия

## Remmius
Remmius Simon, 1897
- Remmius badius Roewer, 1961 — Сенегал
- Remmius praecalvus Simon, 1910 — Конго
- Remmius quadridentatus Simon, 1903 — Экваториальная Гвинея
- Remmius vulpinus Simon, 1897 — Камерун, Конго
- Remmius vultuosus Simon, 1897 — Камерун, Конго

## Rhacocnemis
Rhacocnemis Simon, 1897
- Rhacocnemis guttatus (Blackwall, 1877) — Сейшеллы

## Rhitymna
Rhitymna Simon, 1897
- Rhitymna ambae Jager, 2003 — Ява
- Rhitymna bicolana (Barrion & Litsinger, 1995) — Филиппины
- Rhitymna deelemanae Jager, 2003 — Индонезия
- Rhitymna flava Schmidt & Krause, 1994 — Коморские острова
- Rhitymna hildebrandti Jarvi, 1914 — Мадагаскар
- Rhitymna imerinensis (Vinson, 1863) — Мадагаскар
- Rhitymna kananggar Jager, 2003 — Индонезия
- Rhitymna macilenta Quan & Liu, 2012 — Китай
- Rhitymna occidentalis Jager, 2003 — Шри-Ланка
- Rhitymna pinangensis (Thorell, 1891) — Малайзия, Ява, Суматра, Борнео
- Rhitymna plana Jager, 2003 — Лаос, Вьетнам
- Rhitymna pseudokumanga (Barrion & Litsinger, 1995) — Филиппины
- Rhitymna saccata Jarvi, 1914 — Восточная Африка
- Rhitymna simoni Jager, 2003 — Ява
- Rhitymna simplex Jager, 2003 — Борнео
- Rhitymna tangi Quan & Liu, 2012 — Китай
- Rhitymna tuhodnigra (Barrion & Litsinger, 1995) — Филиппины
- Rhitymna verruca (Wang, 1991) — Китай, Лаос, Вьетнам
- Rhitymna xanthopus Simon, 1901 — Малайзия

## Sagellula
Sagellula Strand, 1942
- Sagellula octomunita (Donitz & Strand, 1906) — Япония
- Sagellula xizangensis (Hu, 2001) — Китай

## Sampaiosia
Sampaiosia Mello-Leitao, 1930
- Sampaiosia crulsi Mello-Leitao, 1930 — Бразилия

## Sarotesius
Sarotesius Pocock, 1898
- Sarotesius melanognathus Pocock, 1898 — Восточная Африка

## Sinopoda
Sinopoda Jager, 1999
- Sinopoda albofasciata Jager & Ono, 2002 — Острова Рюкю
- Sinopoda altissima (Hu & Li, 1987) — Китай
- Sinopoda anguina Liu, Li & Jager, 2008 — Китай
- Sinopoda angulata Jager, Gao & Fei, 2002 — Китай
- Sinopoda campanacea (Wang, 1990) — Китай
- Sinopoda chongan Xu, Yin & Peng, 2000 — Китай
- Sinopoda clivus Kim, Chae & Kim, 2013 — Корея
- Sinopoda crassa Liu, Li & Jager, 2008 — Китай
- Sinopoda dashahe Zhu et al., 2005 — Китай
- Sinopoda dayong (Bao, Yin & Yan, 2000) — Китай
- Sinopoda derivata Jager & Ono, 2002 — Япония
- Sinopoda exspectata Jager & Ono, 2001 — Тайвань
- Sinopoda fasciculata Jager, Gao & Fei, 2002 — Китай
- Sinopoda forcipata (Karsch, 1881) — Китай, Япония
- Sinopoda fornicata Liu, Li & Jager, 2008 — Китай
- Sinopoda grandispinosa Liu, Li & Jager, 2008 — Китай
- Sinopoda guap Jager, 2012 — Лаос
- Sinopoda hamata (Fox, 1937) — Китай
- Sinopoda himalayica (Hu & Li, 1987) — Китай
- Sinopoda jirisanensis Kim & Chae, 2013 — Корея
- Sinopoda koreana (Paik, 1968) — Корея, Япония
- Sinopoda licenti (Schenkel, 1953) — Китай
- Sinopoda longshan Yin et al., 2000 — Китай
- Sinopoda mi Chen & Zhu, 2009 — Китай
- Sinopoda microphthalma (Fage, 1929) — Малайзия
- Sinopoda minschana (Schenkel, 1936) — Китай
- Sinopoda nuda Liu, Li & Jager, 2008 — Китай
- Sinopoda ogatai Jager & Ono, 2002 — Япония
- Sinopoda okinawana Jager & Ono, 2000 — Острова Рюкю
- Sinopoda peet Jager, 2012 — Лаос
- Sinopoda pengi Song & Zhu, 1999 — Китай
- Sinopoda scurion Jager, 2012 — Лаос
- Sinopoda semicirculata Liu, Li & Jager, 2008 — Китай
- Sinopoda serpentembolus Zhang et al., 2007 — Китай
- Sinopoda serrata (Wang, 1990) — Китай
- Sinopoda shennonga (Peng, Yin & Kim, 1996) — Китай
- Sinopoda sitkao Jager, 2012 — Лаос
- Sinopoda soong Jager, 2012 — Лаос
- Sinopoda steineri Jager, 2012 — Лаос
- Sinopoda stellata (Schenkel, 1963) — Китай
- Sinopoda stellatops Jager & Ono, 2002 — Корея, Япония
- Sinopoda suang Jager, 2012 — Лаос
- Sinopoda taa Jager, 2012 — Лаос
- Sinopoda tanikawai Jager & Ono, 2000 — Япония
- Sinopoda tengchongensis Fu & Zhu, 2008 — Китай
- Sinopoda tham Jager, 2012 — Лаос
- Sinopoda triangula Liu, Li & Jager, 2008 — Китай
- Sinopoda undata Liu, Li & Jager, 2008 — Китай
- Sinopoda wangi Song & Zhu, 1999 — Китай
- Sinopoda xieae Peng & Yin, 2001 — Китай
- Sinopoda yaojingensis Liu, Li & Jager, 2008 — Китай

## Sivalicus
Sivalicus Dyal, 1957
- Sivalicus viridis Dyal, 1957 — Индия

## Sparianthina
Sparianthina Banks, 1929
- Sparianthina adisi Jager, Rheims & Labarque, 2009 — Венесуэла
- Sparianthina deltshevi Jager, Rheims & Labarque, 2009 — Венесуэла
- Sparianthina gaita Rheims, 2011 — Венесуэла
- Sparianthina milleri (Caporiacco, 1955) — Венесуэла
- Sparianthina parang Rheims, 2011 — Tobago
- Sparianthina pumilla (Keyserling, 1880) — Колумбия
- Sparianthina rufescens (Mello-Leitao, 1940) — Гайана
- Sparianthina saaristoi Jager, Rheims & Labarque, 2009 — Венесуэла
- Sparianthina selenopoides Banks, 1929 — Коста-Рика, Панама

## Sparianthis
Sparianthis Simon, 1880
- Sparianthis granadensis (Keyserling, 1880) — Колумбия

## Spariolenus
Spariolenus Simon, 1880
- Spariolenus aratta Moradmand & Jager, 2011 — Иран[1]
- Spariolenus iranomaximus Moradmand & Jager, 2011 — Иран
- Spariolenus manesht Moradmand & Jager, 2011 — Иран
- Spariolenus megalopis Thorell, 1891 — Никобарские острова
- Spariolenus secundus Jager, 2006 — Oman
- Spariolenus taeniatus Thorell, 1890 — Суматра
- Spariolenus taprobanicus (Walckenaer, 1837) — Шри-Ланка
- Spariolenus tigris Simon, 1880 — Индия, Пакистан, Малайзия
- Spariolenus zagros Moradmand & Jager, 2011 — Иран

## Staianus
Staianus Simon, 1889
- Staianus acuminatus Simon, 1889 — Мадагаскар

## Stasina
Stasina Simon, 1877
- Stasina americana Simon, 1887 — Бразилия
- Stasina hirticeps Caporiacco, 1955 — Венесуэла
- Stasina koluene Mello-Leitao, 1949 — Бразилия
- Stasina lucasi Bryant, 1940 — Куба
- Stasina macleayi Bryant, 1940 — Куба
- Stasina manicata Simon, 1897 — Габон
- Stasina nalandica Karsch, 1891 — Шри-Ланка
- Stasina paripes (Karsch, 1879) — Шри-Ланка
- Stasina planithorax Simon, 1897 — Малайзия
- Stasina portoricensis Petrunkevitch, 1930 — Пуэрто-Рико
- Stasina rangelensis Franganillo, 1935 — Куба
- Stasina saetosa Bryant, 1948 — Гаити
- Stasina spinosa Simon, 1897 — Бразилия
- Stasina vittata Simon, 1877 — Филиппины

## Stasinoides
Stasinoides Berland, 1922
- Stasinoides aethiopica Berland, 1922 — Эфиопия

## Stipax
Stipax Simon, 1898
- Stipax triangulifer Simon, 1898 — Сейшеллы

## Strandiellum
Strandiellum Kolosvary, 1934
- Strandiellum wilhelmshafeni Kolosvary, 1934 — Новая Гвинея

## Thelcticopis
Thelcticopis Karsch, 1884
- Thelcticopis ajax Pocock, 1901 — Индия
- Thelcticopis ancorum Dyal, 1935 — Пакистан
- Thelcticopis bicornuta Pocock, 1901 — Индия
- Thelcticopis bifasciata (Thorell, 1891) — Никобарские острова
- Thelcticopis biroi Kolosvary, 1934 — Новая Гвинея
- Thelcticopis canescens Simon, 1887 — Андаманские острова, Мьянма
- Thelcticopis celebesiana Merian, 1911 — Сулавеси
- Thelcticopis convoluticola Strand, 1911 — Ару
- Thelcticopis cuneisignata Chrysanthus, 1965 — Новая Гвинея
- Thelcticopis fasciata (Thorell, 1897) — Мьянма
- Thelcticopis flavipes Pocock, 1897 — Молуккские острова
- Thelcticopis folia Jager & Praxaysombath, 2009 — Лаос
- Thelcticopis goramensis (Thorell, 1881) — Малайзия
- Thelcticopis hercules Pocock, 1901 — Шри-Ланка
- Thelcticopis humilithorax (Simon, 1910) — Конго
- Thelcticopis huyoplata Barrion & Litsinger, 1995 — Филиппины
- Thelcticopis insularis (Karsch, 1881) — Микронезия
- Thelcticopis kaparanganensis Barrion & Litsinger, 1995 — Филиппины
- Thelcticopis karnyi Reimoser, 1929 — Суматра
- Thelcticopis kianganensis Barrion & Litsinger, 1995 — Филиппины
- Thelcticopis klossi Reimoser, 1929 — Суматра
- Thelcticopis luctuosa (Doleschall, 1859) — Ява
- Thelcticopis maindroni Simon, 1906 — Индия
- Thelcticopis modesta Thorell, 1890 — Малайзия
- Thelcticopis moesta (Doleschall, 1859) — Амбон
- Thelcticopis moolampilliensis Jose & Sebastian, 2007 — Индия
- Thelcticopis nigrocephala Merian, 1911 — Сулавеси
- Thelcticopis ochracea Pocock, 1899 — Новая Британия
- Thelcticopis orichalcea (Simon, 1880) — Суматра, Борнео
- Thelcticopis papuana (Simon, 1880) — Новая Гвинея
- Thelcticopis pennata (Simon, 1901) — Малайзия
- Thelcticopis pestai (Reimoser, 1939) — Коста-Рика
- Thelcticopis picta (Thorell, 1887) — Мьянма
- Thelcticopis quadrimunita (Strand, 1911) — Новая Гвинея
- Thelcticopis rubristernis Strand, 1911 — Ару
- Thelcticopis rufula Pocock, 1901 — Индия
- Thelcticopis sagittata (Hogg, 1915) — Новая Гвинея
- Thelcticopis salomonum (Strand, 1913) — Соломоновы Острова
- Thelcticopis scaura (Simon, 1910) — Сан-Томе
- Thelcticopis serambiformis Strand, 1907 — Индия
- Thelcticopis severa (L. Koch, 1875) — Китай, Лаос, Корея, Япония
- Thelcticopis simplerta Barrion & Litsinger, 1995 — Филиппины
- Thelcticopis telonotata Dyal, 1935 — Пакистан
- Thelcticopis truculenta Karsch, 1884 — Сан-Томе, Принсипи
- Thelcticopis vasta (L. Koch, 1873) — Фиджи
- Thelcticopis virescens Pocock, 1901 — Индия
- Thelcticopis zhengi Liu, Li & Jager, 2010 — Китай

## Thomasettia
Thomasettia Hirst, 1911
- Thomasettia seychellana Hirst, 1911 — Сейшеллы

## Tibellomma
Tibellomma Simon, 1903
- Tibellomma chazaliae (Simon, 1898) — Венесуэла

## Tychicus
Tychicus Simon, 1880
- Tychicus erythrophthalmus Simon, 1897 — Филиппины
- Tychicus gaymardi Simon, 1880 — Архипелаг Бисмарка
- Tychicus genitalis Strand, 1911 — Новая Гвинея
- Tychicus longipes (Walckenaer, 1837) — Амбон, ввезён в Голландию
- Tychicus rufoides Strand, 1911 — Острова Адмиралтейства

## Typostola
Typostola Simon, 1897
- Typostola barbata (L. Koch, 1875) — Квинсленд
- Typostola heterochroma Hirst, 1999 — Квинсленд, Новый Южный Уэльс
- Typostola pilbara Hirst, 1999 — Западная Австралия
- Typostola tari Hirst, 1999 — Новая Гвинея

## Uaiuara
Uaiuara Rheims, 2013
- Uaiuara amazonica (Simon, 1880) — Северная Южная Америка
- Uaiuara barroana (Chamberlin, 1925) — Панама
- Uaiuara dianae Rheims, 2013 — Перу
- Uaiuara jirau Rheims, 2013 — Бразилия
- Uaiuara ope Rheims, 2013 — Перу, Бразилия
- Uaiuara palenque Rheims, 2013 — Эквадор
- Uaiuara quyguaba Rheims, 2013 — Бразилия

## Vindullus
Vindullus Simon, 1880
- Vindullus angulatus Rheims & Jager, 2008 — Перу
- Vindullus concavus Rheims & Jager, 2008 — Бразилия
- Vindullus gibbosus Rheims & Jager, 2008 — Перу
- Vindullus gracilipes (Taczanowski, 1872) — Французская Гвиана, Бразилия
- Vindullus kratochvili Caporiacco, 1955 — Венесуэла
- Vindullus undulatus Rheims & Jager, 2008 — Колумбия, Венесуэла

## Yiinthi
Yiinthi Davies, 1994
- Yiinthi anzsesorum Davies, 1994 — Квинсленд
- Yiinthi chillagoe Davies, 1994 — Квинсленд
- Yiinthi gallonae Davies, 1994 — Квинсленд
- Yiinthi kakadu Davies, 1994 — Западная Австралия, Северные Территории
- Yiinthi lycodes (Thorell, 1881) — Новая Гвинея, Квинсленд
- Yiinthi molloyensis Davies, 1994 — Квинсленд
- Yiinthi spathula Davies, 1994 — Квинсленд
- Yiinthi torresiana Davies, 1994 — Квинсленд

## Zachria
Zachria L. Koch, 1875
- Zachria flavicoma L. Koch, 1875 — Западная Австралия
- Zachria oblonga L. Koch, 1875 — Новый Южный Уэльс